# 速霸陸EZ族引擎
速霸陸EZ族引擎為日本富士重工業開發製造的一系列水平對臥六缸汽油往復式發動機，其中EZ36型目前為該公司排氣量最大的水平對臥引擎。

## 概要
1996年隨著速霸陸Alcyone SVX停產後，該公司未再推出搭載水平對臥六缸引擎的車種。2000年原廠追加第三代Legacy新車型「Lancaster 6」，搭載最新研發的EZ30D型引擎。後者乃基於EJ型引擎重新開發，包括變更缸徑和衝程、縮短缸心距離、採用正時鏈條、旋繞式附件驅動等，跟同屬水平對臥六缸構造的EG33型是截然不同的設計。

## EZ30D型

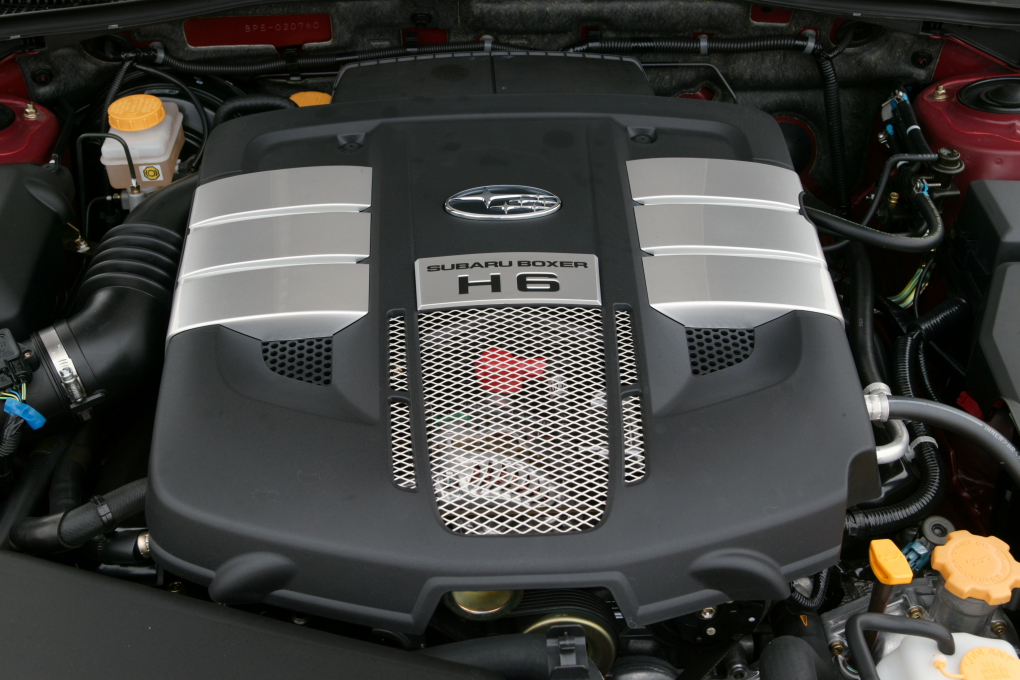
EZ30D型引擎

EZ30D型的排氣量為2,999c.c.、缸徑89.2mm、衝程80.0mm、壓縮比10.7：1。最大馬力220ps / 6,000rpm，
最大扭力29.5kg·m / 4,400rpm。車型：
1. 2000年-2003年：第三代速霸陸Legacy
2. 2000年-2003年：第二代速霸陸Outback

## EZ30-R型
排氣量、缸徑、衝程、壓縮比皆和EZ30D型相同的EZ30-R型，在汽缸頭進氣側加入AVCS主動閥門控制系統的可變氣門正時，並搭配VVL氣門揚程控制（Variable Valve Lift之縮寫），三種進氣揚程分別為2.8mm、6.0mm和9.55mm，以對應低、中、高三種轉速域。此外，曲軸支撐點嵌入鋁合金鑄鋼片，以保持正確間隙來抑制熱膨脹，進一步降低震動和運轉噪音；還有電子節氣門、樹脂進氣歧管、每邊三合一型式芭蕉段等元件。最大馬力為245hp / 6,600rpm、最大扭力30.3kg·m / 4,200rpm。車型：
1. 2003年-2009年：第四代速霸陸Legacy
2. 2003年-2009年：第三代速霸陸Outback
3. 2005年-2008年：速霸陸Tribeca

## EZ36型

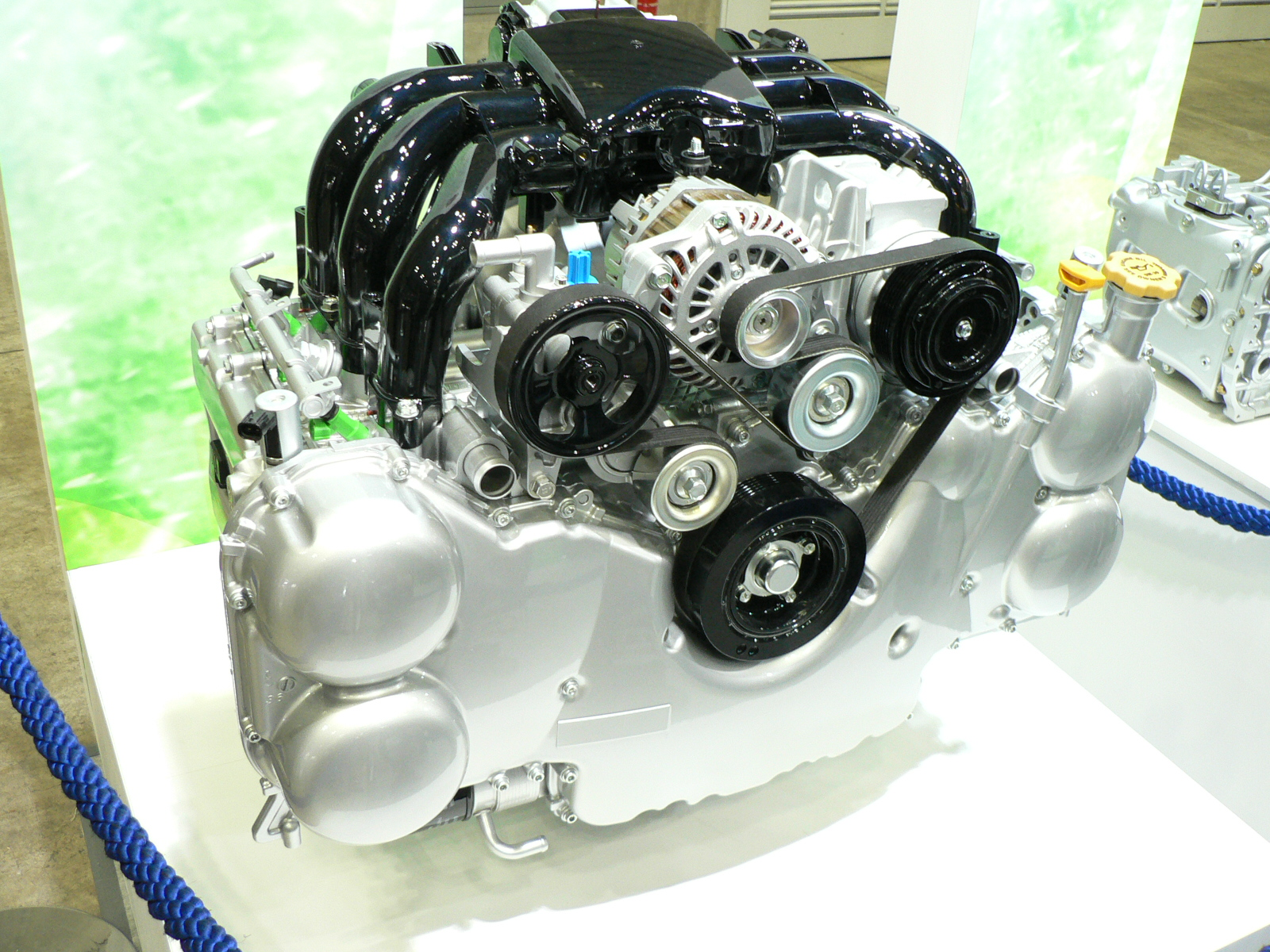
EZ36型引擎

EZ36型的排氣量為3,629c.c.，缸徑92.0mm、衝程91.0mm、壓縮比10.5：1，採DOHC、自然進氣的配置。性能表現依各地市場不同的特性做調校，最大馬力分別為256hp（北美洲）、258ps（歐洲）、260ps（日本）/ 6,000rpm，扭力峰值則為247lb·ft（北美洲）、35.7kg·m（歐洲）、34.2kg·m（日本）/ 4,400rpm。奇特的是，這具引擎使用的活塞連桿是非對稱式，但活塞運動方向依舊是水平的。車型：
1. 2008年迄今：速霸陸Tribeca
2. 2010年迄今：第五、六代速霸陸Legacy
3. 2010年迄今：第四代速霸陸Outback

## 內部連結
- 速霸陸引擎列表
- 水平對臥引擎
- 水平對臥六缸引擎

## 外部連結
- （日語）スバル(富士重工業)製エンジンのまとめページ （页面存档备份，存于）